# Aliança Franco-Polonesa (1921)

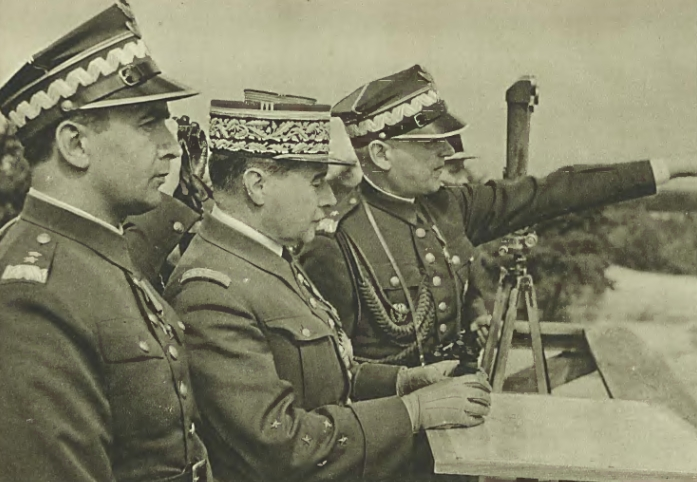
Major General Tadeusz Kasprzycki (à esquerda), Chefe do Estado-Maior do Exército Francês, General Maurice Gamelin (no meio) e Major General Władysław Bortnowski em exercícios no campo de treinamento de Rembertów.

A Aliança franco-polonesa foi uma aliança militar entre a Polônia e a França que esteve ativa entre o início da década de 1920 e a eclosão da Segunda Guerra Mundial. Os acordos iniciais foram assinados em fevereiro de 1921 e formalmente entraram em vigor em 1923. Durante o período entreguerras, a aliança com a Polônia foi uma das pedras angulares da política externa francesa.

## Contexto
Durante a Rivalidade Franco-Habsburga, que começou no século XVI, a França tentou encontrar aliados ao leste da Áustria, na esperança de se aliar à Polônia. O rei polonês João III Sobieski também tinha a intenção de se aliar à França contra a ameaça da Áustria, mas a maior ameaça representada pelo Império Otomano liderado pelos muçulmanos o fez lutar pela causa cristã na Batalha de Viena. No século XVIII, a Polônia foi dividida pela Rússia, Prússia e Áustria, mas Napoleão recriou o estado polonês no Ducado de Varsóvia. Com a ascensão do Império Alemão no século XIX, a França e a Polônia encontraram um novo inimigo em comum.

## Período entreguerras
Durante a Guerra Polaco-Soviética de 1920, a França, um dos apoiadores mais ativos da Polônia, enviou a Missão Militar Francesa à Polônia para ajudar o exército polonês. No início de fevereiro, em Paris, três pactos foram discutidos pelo chefe de Estado polonês Józef Piłsudski e pelo presidente francês Alexandre Millerand: político, militar e econômico.
A aliança política foi assinada lá em 19 de fevereiro de 1921 pelo ministro polonês das Relações Exteriores, conde Eustachy Sapieha, e seu ministro francês das Relações Exteriores, Aristide Briand, no contexto das negociações que encerraram a guerra polaco-soviética pelo Tratado de Riga. O acordo assumia uma política externa comum, a promoção de contatos econômicos bilaterais, a consulta de novos pactos relativos à Europa Central e Oriental e a assistência no caso de um dos signatários ser vítima de um ataque "não provocado". Como tal, era uma aliança defensiva. O pacto militar secreto foi assinado dois dias depois, em 21 de fevereiro de 1921, e esclareceu que o acordo visava possíveis ameaças tanto da Alemanha quanto da União Soviética. Um ataque à Polônia faria a França manter as linhas de comunicação livres e a Alemanha sob controle, mas não exigiria que ela enviasse tropas ou declarasse guerra. Ambos os pactos políticos e militares não estavam legalmente em vigor até que o pacto econômico fosse ratificado, o que ocorreu em 2 de agosto de 1923.
A aliança foi ampliada ainda mais pelo Acordo de Garantia Franco-Polonês, assinado em 16 de outubro de 1925 em Locarno, como parte dos Tratados de Locarno. O novo tratado subscreveu todos os acordos polaco-franceses previamente assinados ao sistema de pactos mútuos da Liga das Nações.
A aliança estava intimamente ligada à Aliança Franco-Checoslovaca. As alianças da França com a Polônia e a Tchecoslováquia visavam dissuadir a Alemanha do uso da força para conseguir uma revisão do acordo pós-guerra e garantir que as forças alemãs fossem confrontadas com uma força combinada significativa de seus vizinhos. Embora a Tchecoslováquia tivesse uma economia e indústria significativas e a Polônia tivesse um exército forte, o triângulo franco-polonês-tchecoslovaco nunca atingiu todo o seu potencial. A política externa da Tchecoslováquia, sob Edvard Beneš, evitou assinar uma aliança formal com a Polônia, o que forçaria a Tchecoslováquia a tomar partido nas disputas territoriais polaco-alemãs. A influência da Tchecoslováquia foi enfraquecida pelas dúvidas de seus aliados quanto à confiabilidade de seu exército, e a influência da Polônia foi minada por lutas entre partidários e oponentes de Józef Piłsudski. A relutância da França em investir na indústria de seus aliados (especialmente na Polônia), melhorar as relações comerciais comprando seus produtos agrícolas e compartilhar conhecimentos militares enfraqueceu ainda mais a aliança.
Na década de 1930, a aliança permaneceu praticamente inativa e seu único efeito foi manter a Missão Militar Francesa na Polônia, que havia trabalhado com o Estado-Maior polonês desde a Guerra Polaco-Soviética de 1919-1920. No entanto, com a ameaça alemã se tornando cada vez mais visível na última parte da década, ambos os países começaram a buscar um novo pacto para garantir a independência de todas as partes contratantes e a cooperação militar em caso de guerra com a Alemanha.

## 1939
Finalmente, uma nova aliança começou a ser formada em 1939. A Convenção Kasprzycki-Gamelin foi assinada em 19 de maio de 1939 em Paris. Foi nomeado após o ministro polonês de assuntos de guerra general Tadeusz Kasprzycki e comandante do exército francês Maurice Gamelin. A convenção militar era de exército para exército, não de Estado para Estado, e não estava em vigor legalmente, pois dependia da assinatura e ratificação da convenção política. Obrigou ambos os exércitos a se ajudarem mutuamente em caso de guerra com a Alemanha. Em maio, Gamelin prometeu uma "ofensiva ousada de socorro" dentro de três semanas após um ataque alemão.
No entanto, a França forneceu apenas ajuda simbólica à Polônia durante a guerra na forma da Ofensiva do Sarre, que muitas vezes tem sido considerada um exemplo de traição ocidental. No entanto, a convenção política foi a base da recriação do exército polonês na França.
Piotr Zychowicz citou as memórias do embaixador francês na Polônia, Léon Noël, que escreveu já em outubro de 1938: "É de extrema importância que retiremos de nossas obrigações tudo o que privaria o governo francês da liberdade de decisão no dia em que a Polônia encontra-se em guerra com a Alemanha". O ministro das Relações Exteriores, Georges Bonnet, tranquilizou Noel escrevendo que "nosso acordo com a Polônia está cheio de lacunas, necessárias para manter nosso país longe da guerra".